# Iulia Pataki
Iulia Pataki (n. 16 mai 1963, Cluj, România) este un fost deputat român în legislatura 2000-2004, ales în municipiul București pe listele partidului UDMR. În mai 2012, Iulia Pataki a fost acreditată ambasador al României în Kenya, Uganda, Rwanda, Burundi și Tanzania.

## Legături externe
- Iulia Pataki Arhivat în 23 septembrie 2020, la Wayback Machine. la cdep.ro